# Adobe Premiere Pro
Adobe Premiere Pro — профессиональная программа нелинейного видеомонтажа (видеоредактор) компании Adobe Systems. Является наследником программы Adobe Premiere (последняя вышедшая версия которой носила номер 6.5). Первая версия программы (она же Adobe Premiere Pro 1) вышла 21 августа 2003 года для операционных систем семейства Windows (Premiere 1 вышел в 1991, а Premiere 2 в 1995).
Начиная с третьей версии программа стала доступной и для операционных систем macOS. Первые две версии выходили отдельными продуктами, третья версия вышла в составе пакета Adobe Creative Suite 3. Начиная с пятой версии поддерживаются только 64-битные операционные системы, тогда как четвёртая версия предполагала использование также и в 32-битных. 
Начиная с 13-й версии программа становится только 64-битной. До 12-й можно было выбрать и 32-битную версию программы.
Premiere Pro используется такими компаниями как Би-би-си, The Tonight Show. В ней проводился монтаж многих фильмов, в частности таких как «Социальная сеть», «Через пыль к победе», «Капитан Абу Раед», Дэдпул.

## Возможности
Adobe Premiere 6.5 стала самой массовой программой на рынке профессиональной работы с видео. Компания Adobe долго не выпускала обновление, однако затем появился принципиально новый продукт, на новом движке — Adobe Premiere Pro.
Premiere Pro поддерживает высококачественное редактирование видео с разрешением до 4K, с 32-битным цветом, как в RGB, так и YUV цветовом пространстве. Редактирование аудиосемплов, поддержка VST-аудиоплагинов (plug-in) и звуковых дорожек 5.1 surround. Архитектура Premiere Pro плагинов позволяет импортировать и экспортировать материалы контейнеров QuickTime или DirectShow, а также даёт поддержку огромного количества видео и аудиоформатов от macOS и Windows.

## История версий
Новая версия Premiere Pro традиционно анонсируется в апреле, перед выставкой NAB Show (проходящей в Лас-Вегасе), после чего снимается запрет о неразглашении новинок со стороны партнёров и обозревателей. В июне обновлённая версия становится доступной для загрузки и использования. Следующий этап в развитии программы наступает в сентябре, когда в Амстердаме проходит выставка IBC, перед началом которой анонсируется новое, значительное обновление, выходящее в октябре или ноябре. В остальное время программа подвергается незначительным изменениям в «малых обновлениях», направленных в первую очередь на устранение ошибок. Принципиально новые возможности Premiere Pro, находящиеся в разработке, демонстрируются на выставке Adobe MAX (проходящей в октябре или ноябре в Сан-Диего), после чего сроки и форма их реализации могут быть изменены.
| Дата                  | Название                      |
| --------------------- | ----------------------------- |
| 24 мая 2004 года      | Adobe Premiere Pro 1.5        |
| 1 марта 2005 года     | Adobe Premiere Pro 1.5.1      |
| 17 января 2006 года   | Adobe Premiere Pro 2.0        |
| 2 июля 2007 года      | Adobe Premiere Pro CS3        |
| 18 октября 2007 года  | Adobe Premiere Pro CS3 v3.1.0 |
| 14 апреля 2008 года   | Adobe Premiere Pro CS3 v3.2.0 |
| 23 сентября 2008 года | Adobe Premiere Pro CS4        |
| 11 ноября 2008 года   | Adobe Premiere Pro CS4 v4.0.1 |
| 16 мая 2009 года      | Adobe Premiere Pro CS4 v4.1.0 |
| 10 ноября 2009 года   | Adobe Premiere Pro CS4 v4.2.0 |
| 10 ноября 2009 года   | Adobe Premiere Pro CS4 v4.2.1 |
| 30 апреля 2010 года   | Adobe Premiere Pro CS5        |